# AZERTY-Tastaturbelegung
AZERTY-Tastaturbelegung ist eine Sammelbezeichnung für Tastaturbelegungen, auf denen die ersten sechs Tasten in der oberen Buchstabenreihe mit den lateinischen Buchstaben A, Z, E, R, T und Y belegt sind. Beispiele sind die Standard-Tastaturbelegungen Frankreichs und Belgiens.
Zu Details siehe Artikel Tastaturbelegung, insbesondere folgende Abschnitte:
- „QWERTY, QWERTZ, AZERTY“
- „Frankreich“ (zur Verwendung in Frankreich und Belgien)